# Kem Ljungquist
Kem Ljungquist Larsen (født 17. juli 1990 i Nykøbing Falster, Danmark) er en dansk professionel bokser, der konkurrerer i vægtklassen sværvægt.
Han bokser for RNG-SDE Promotions, efter tidligere at have bokset for den tyske stald Team Sauerland og er gennem karrieren blevet trænet af den tidligere professionelle bokser Rachid Idrissi og trænes nu af Poul Duvill.
Han har som professionel tidligere vundet WBC International titlen i Bridgervægt og IBF International titlen i Sværvægt 

## Amatørresultater
- Nr. 1 Sjællands mesterskaber (+91 kg) Korsør, Danmark 2013[6]
- Nr. 2 Danske mesterskaber (+91 kg) Grindsted, Danmark 2013[7]
- Nr. 3 Nordiske mesterskaber (+91 kg) Århus, Danmark 2015[8]
- Nr. 2 Sjællands mesterskaber (+91 kg) Gilleleje, Danmark 2014[9]
- Nr. 1 Danske mesterskaber (+91 kg) Varde, Danmark 2014[10][11]
- Nr. 1 Sjællands mesterskaber (+91 kg) København, Danmark 2015[12]
- Nr. 1 Danske mesterskaber (+91 kg) Gilleleje, Danmark 2015[13]
- Nr. 2 Nordiske mesterskaber (+91 kg) Tampere, Finland 2015[14]
- Nr. 1 Danske mesterskaber (+91 kg) Esbjerg, Danmark 2016[15]
- Nr. 1 Nordiske mesterskaber (+91 kg) Gøteborg, Sverige 2016[16]
- Nr. 1 Sjællands mesterskaber (+91 kg) Ringsted, Danmark 2017[17]
- Nr. 1 Nordiske mesterskaber (+91 kg) Gilleleje, Danmark 2017[18]
- Nr. 5 Europamesterskaber (+91 kg) Kharkiv, Ukraine 2017[19][20][21]
- Nr. 9 Verdensmesterskaberne (+91 kg) Hamborg, Tyskland 2017[22][23][24][25]
- Nr. 1 Danske mesterskaber (+91 kg) Gilleleje, Danmark 2021[26]
- Nr. 2 Nordiske mesterskaber (+91 kg) Keflavik, Island 2022[27]

## Professionelle kampe
| 19 Vundne (12 knockouts), 1 Tabt, 0 Uafgjorte |             |                            |      |               |                    |                                                    |                                                  |
| Resultat                                      | Rekordliste | Modstander                 | Type | Rd., Tid      | Dato               | Sted                                               | Noter                                            |
| Vandt                                         | 19-1        | Maximiliano Alejandro Sosa | RTD  | 2 (6), 3:00   | 23. november 2024  | Forum Kolding, Kolding, Danmark                    |                                                  |
| Tabte                                         | 18-1        | Murat Gassiev              | KO   | 5 (10), 2:21  | 26. oktober 2024   | Karen Demirchyan Sports Complex, Jerevan, Armenien |                                                  |
| Vandt                                         | 18-0        | Awadh Tamim                | KO   | 7 (8), 2:54   | 17. maj 2024       | Nykøbing Falster Hallen, Nykøbing Falster, Danmark |                                                  |
| Vandt                                         | 17-0        | Marios Kollias             | MD   | 10 (10)       | 9. marts 2024      | K.B. Hallen, København, Danmark                    |                                                  |
| Vandt                                         | 16-0        | Johnny Muller              | KO   | 10 (12), 2:56 | 7. oktober 2023    | Arena Næstved, Næstved, Danmark                    | Forsvarede IBF International Sværvægt titlen.    |
| Vandt                                         | 15-0        | Sefer Seferi               | RTD  | 3 (12), 3:00  | 5. maj 2023        | Døllefjelde-Musse Marked, Nysted, Danmark          | Vandt ledig IBF International Sværvægt titel.    |
| Vandt                                         | 14-0        | Benoit Huber               | UD   | 10 (10)       | 16. september 2022 | Nykøbing Falster Hallen, Nykøbing Falster, Danmark | Vandt ledig WBC International Brigdervægt titel. |
| Vandt                                         | 13-0        | Paata Aduashvili           | KO   | 2 (10), 2:23  | 11. juni 2022      | Rofi-Centret, Ringkøbing, Danmark                  |                                                  |
| Vandt                                         | 12-0        | Vyacheslav Zhyvotyagin     | KO   | 6 (8), 1:34   | 21. april 2022     | Frederiksberg Hallerne, København, Danmark         |                                                  |
| Vandt                                         | 11-0        | Laszlo Ivanyi              | KO   | 1 (6), 3:00   | 14. april 2022     | Nykøbing Falster Hallen, Nykøbing Falster, Danmark |                                                  |
| Vandt                                         | 10-0        | German Skobenko            | UD   | 8 (8)         | 25. januar 2020    | Work Your Champ Arena, Hamborg, Tyskland           |                                                  |
| Vandt                                         | 9-0         | Gabriel Enguema            | UD   | 8 (8)         | 22. juni 2019      | Forum Horsens, Horsens, Danmark                    |                                                  |
| Vandt                                         | 8-0         | Dominik Musil              | UD   | 8 (8)         | 4. maj 2019        | Fraport Arena, Frankfurt, Tyskland                 |                                                  |
| Vandt                                         | 7-0         | Boldizsar Balazs Czagler   | KO   | 1 (8), 2:39   | 19. januar 2019    | Struer Energi Park, Struer, Danmark                |                                                  |
| Vandt                                         | 6-0         | Mourad Omar                | RTD  | 2 (8), 3:00   | 28. september 2018 | King Abdullah Sports City, Jeddah, Saudi Arabien   |                                                  |
| Vandt                                         | 5-0         | David Vyletel              | KO   | 1 (6), 1:13   | 25. august 2018    | Struer Energi Park, Struer, Danmark                |                                                  |
| Vandt                                         | 4-0         | Andre Bunga                | UD   | 6 (6)         | 16. juni 2018      | Ballhaus Forum, Munchen, Tyskland                  |                                                  |
| Vandt                                         | 3-0         | Frantisek Kohout           | KO   | 2 (6), 1:52   | 10. marts 2018     | Struer Energi Park, Struer, Danmark                |                                                  |
| Vandt                                         | 2-0         | Igor Mihaljevic            | UD   | 6 (6)         | 17. februar 2018   | Arena, Ludwigsburg, Tyskland                       |                                                  |
| Vandt                                         | 1-0         | Revaz Karelishvili         | TKO  | 3 (6), 2:59   | 27. oktober 2017   | Sport and Congress Center, Schwerin, Tyskland      | Professionel debut.                              |

## Diverse
I juli, 2018 sparrede han med den tidligere firedobbelte verdensmester, engelske Tyson Fury i dennes træningslokaler i Manchester. Fury roste Ljungquist for hans indsats.

Fra august til september 2019, var Ljungquist igen valgt som sparringspartner for Fury. Denne gang inden Furys kamp mod den svenske bokser Otto Wallin
Et træningsophold der blev forlænget da den hollandske bokser og tidligere kickbokser Tyrone Spong, valgte at bruge Ljungquist som sparringspartner op til hans kamp mod Oleksandr Usyk. En kamp der dog siden blev aflyst.
I marts 2022 var Ljungquist i London for at sparre med den flerdobbelte verdensmester Anthony Joshua, op til dennes returkamp mod Oleksandr Usyk.